# Endoskopie

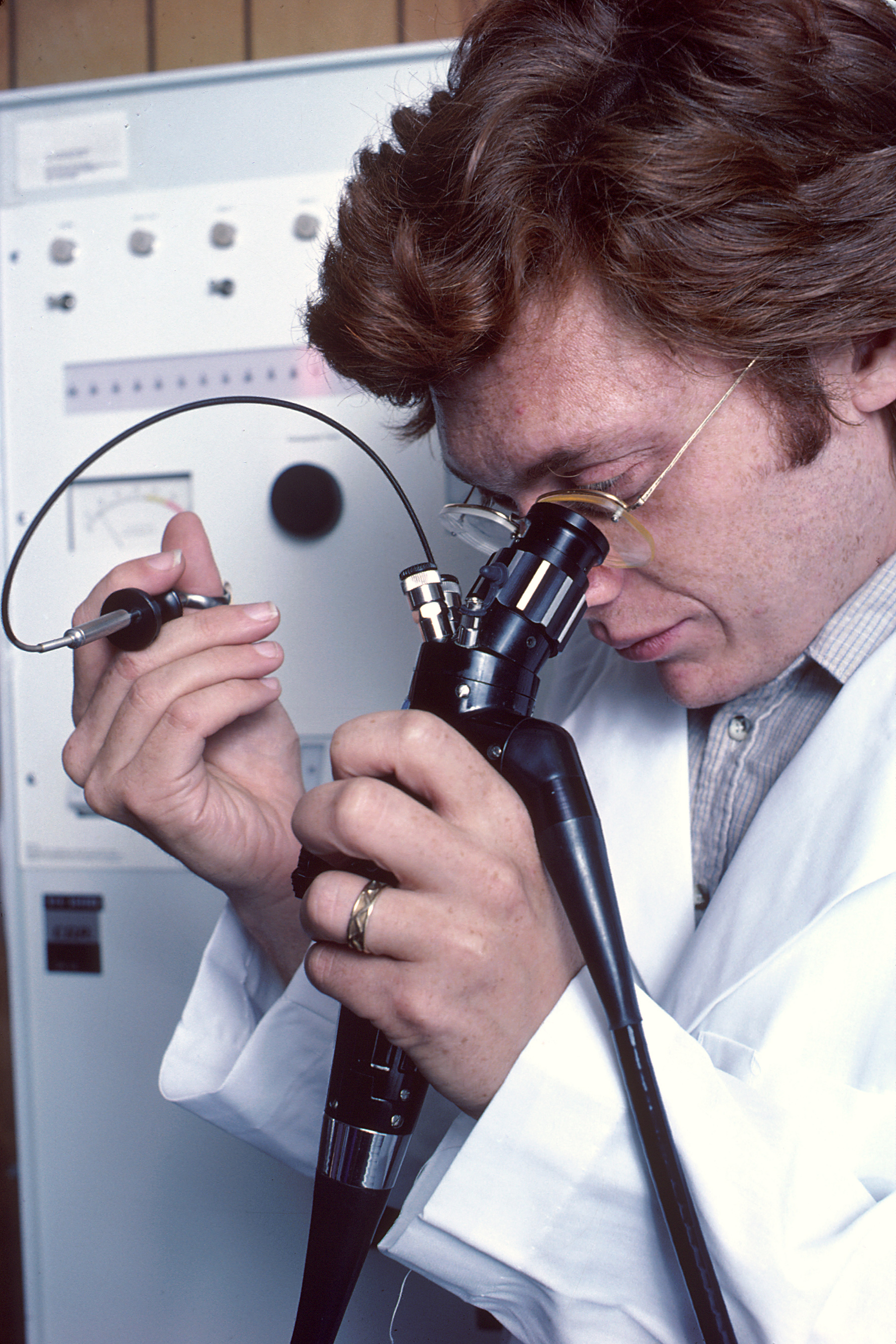
Lékař při práci s endoskopem

Endoskopie je metoda umožňující přímé prohlédnutí vnitřních dutin pomocí speciálního optického přístroje, tzv. endoskopu. Používá se v medicíně, veterinární medicíně a některých speciálních technických aplikacích. Tento článek se věnuje převážně endoskopii lékařské.
Endoskopie dosáhla velkého rozšíření v celé řadě medicínských oborů. Většinou jsou endoskopy zaváděny přirozenými otvory a vedeny přirozenými cestami, takže při vyšetření nedochází k narušení orgánu. Jejich zavedení tak umožnilo řadu vyšetření, která by dříve vyžadovala operační zákrok. Také se postupně rozšiřuje spektrum léčebných výkonů, které lze endoskopicky provádět, a pacienti jsou tak ušetřeni náročnějších otevřených chirurgických výkonů. Některé metody (např. laparoskopie, thorakoskopie, artroskopie) sice vyžadují vytvoření umělého vstupu do vyšetřované dutiny, operační rána je však významně menší ve srovnání s otevřenou operací a hojení je tak rychlejší.

## Historie
Nejjednodušší metody vyšetření dutin dobře přístupných pozorování (např. dutina nosní) pomocí zrcátka jsou dokumentovány již od 12. století. První pokusy se zobrazením vnitřních dutých orgánů pochází již z 19. století. Přístroje byly rigidní, tvořené pevným tubusem. První gastroskop k vyšetření žaludku zkonstruoval Adolph Kussmaul v roce 1868. Jednalo se o rigidní tubus, při jehož konstrukci se inspiroval polykači mečů. Krom obtížného zavádění byl problém, jak dostatečně žaludek osvětlit. Jako zdroj se používaly svíčky. Rigidní gastroskopy se příležitostně používaly v první polovině 20. století, kdy byly zavedeny také semiflexibilní přístroje obsahující kloub, který usnadňoval zavedení.
Velkou revoluci představovalo zkonstruování flexibilních endoskopů. které jsou tvořeny ohebnou „hadicí“, v níž obraz je přenášen soustavou světelných vláken s využitím jevu totální reflexe. Na zevním konci je vybaven okulárem, v němž se obraz opět skládá. První takový přístroj k vyšetření jícnu a žaludku představil Basil Hirschowitz v roce 1957 na schůzi Americké gastroenterologické společnosti. V roce 1963 svůj přístroj zdokonalil, když jej obohatil o zdroj studeného světla, které je na konec přístroje přiváděno druhým svazkem optických vláken. Přístroj byl také vybaven kanálem k odběru vzorků. Takový přístroj byl již dobře využitelný a rychle se rozšířil. Následně byly konstruovány obdobné přístroje k vyšetřování jiných dutých orgánů.
V osmdesátých letech se objevily první videoendoskopy, u nichž je obraz na konci přístroje snímán čipem – CCD senzorem a elektronicky přenášen. Umožňuje tak další zpracování obrazu a jeho pohodlnější sledování na monitoru. Usnadnil také archivaci obrazů a edukaci personálu. Od devadesátých let tyto přístroje v řadě medicínských oborů postupně nahradily klasické fibroskopy, i když i tyto se v některých lokalizacích dodnes používají.
Další rozvoj endoskopie pak spočíval v rozšiřování spektra léčebných zákroků, které je možno endoskopickou cestou provádět. Nejedná se již pouze o odběr vzorků tkáně, ale úplné odstraňování abnormální tkáně (zejména polypů), zástavu krvácení, vytahování cizích těles, rozšiřování zúžených míst či zavádění trubiček zvaných stenty do takových míst, vytahování žlučových kamenů či v poslední době dokonce operací dosud prováděných zcela jinými přístupy (např. odstranění žlučníku). Dalším pokrokem bylo spojení dvou metod – endoskopie a sonografie, které umožňuje detailní ultrazvukové vyšetření, ale i drobnější výkony v okolí dutého orgánu (metoda nazývaná endoskopická ultrasonografie).

## Jednotlivé endoskopické metody

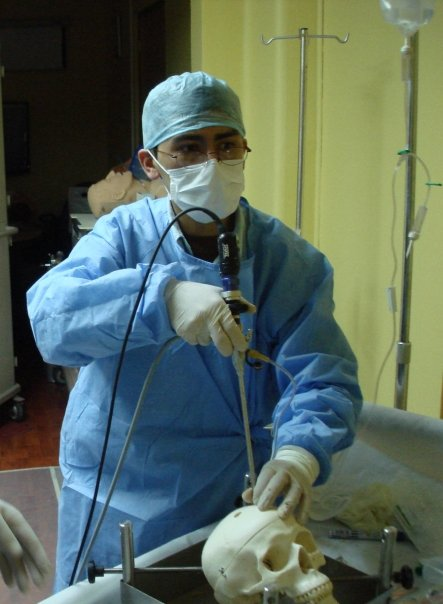
Endoskop

### Vyšetření zažívacího traktu
- gastroskopie –  zobrazení jícnu, žaludku, horní části dvanáctníku (dříve byla prováděna rigidním přístrojem také esofagoskopie jako zobrazení čistě jícnu)
- endoskopická retrográdní cholangiopankreatografie (ERCP) – zobrazení žlučových cest a vývodu slinivky břišní
- enteroskopie – vyšetření tenkého střeva – dnes často jako jedno- nebo dvojbalónová enteroskopie nebo kapslová enteroskopie
- koloskopie – vyšetření tlustého střeva, kratší variantou prováděnou rigidním přístrojem k zobrazení jen konečníku je rektoskopie.

### Vyšetření dýchacích cest
- laryngoskopické zrcátko – jednoduchá metoda k prohlédnutí hrtanu používaná v otorhinolaryngologii
- flexibilní laryngoskopie – vyšetření hrtanu ohebným přístrojem
- bronchoskopie – vyšetření dolních cest dýchacích

### Vyšetření dutiny břišní
- laparoskopie – optická vyšetřovací metoda dutiny břišní a jejích orgánů, která umožňuje prohlédnutí dutiny břišní a řadu operačních zákroků po zavedení přístrojů z několika vpichů přes stěnu břišní a aplikaci oxidu uhličitého k vytvoření prostoru v jinak kolabované dutině břišní.

### Vyšetření močového a pohlavního ústrojí
- kolposkopie – vyšetření pochvy a děložního čípku s velkým zvětšením, umožní odhalení časných nádorových změn
- hysteroskopie – vyšetření dutiny děložní
- cystoskopie – vyšetření močového měchýře

### Vyšetření hrudníku
- thorakoskopie – vyšetření hrudní dutiny po zavedení přístroje přes hrudní stěnu a uměle vytvořeném pneumothoraxu, slouží k vyšetření nemocí pohrudnice a plic a odběru vzorků
- mediastinoskopie – invazivní metoda umožňující vyšetření a odběr uzlin z mezihrudí

### Vyšetření v oblasti hlavy
- otoskopie – vyšetření zevního zvukovodu včetně bubínku zrcátkem či ušním mikroskopem
- rhinoskopie – vyšetření dutiny nosní pomocí zrcátka
- oftalmoskopie – vyšetření očního pozadí

### Vyšetření kloubů
- artroskopie – umožní nejen vyšetření, ale i operační zákroky na větších kloubech po zavedení endoskopu do kloubní dutiny přes malou operační ránu